# Gran Premio di superbike di Monza 2001
Il Gran Premio di superbike di Monza 2001 è stato la quinta prova su tredici del campionato mondiale Superbike 2001, disputato il 13 maggio sull'autodromo nazionale di Monza, ha visto la vittoria di Troy Bayliss in gara 1, lo stesso pilota si è ripetuto anche in gara 2.
La vittoria nella gara valevole per il campionato mondiale Supersport è stata ottenuta da James Whitham, mentre la gara del campionato Europeo della classe Superstock viene vinta da Walter Tortoroglio.

## Risultati

### Gara 1

#### Arrivati al traguardo[5]
| Pos. | Nº | Pilota              | Squadra               | Motocicletta     | Giri | Tempo     | Griglia | Punti |
| ---- | -- | ------------------- | --------------------- | ---------------- | ---- | --------- | ------- | ----- |
| 1º   | 21 | Troy Bayliss        | Ducati Infostrada     | Ducati 996 R     | 18   | 32'55.293 | 1º      | 25    |
| 2º   | 1  | Colin Edwards       | Castrol Honda         | Honda VTR1000 SP | 18   | +0.066    | 5º      | 20    |
| 3º   | 5  | Akira Yanagawa      | Fuchs Kawasaki        | Kawasaki ZX 7RR  | 18   | +16.559   | 3º      | 16    |
| 4º   | 6  | Gregorio Lavilla    | Fuchs Kawasaki        | Kawasaki ZX 7RR  | 18   | +16.623   | 12º     | 13    |
| 5º   | 55 | Régis Laconi        | Virgilio Aprilia Axo  | Aprilia RSV 1000 | 18   | +16.800   | 10º     | 11    |
| 6º   | 24 | Stéphane Chambon    | Suzuki Alstare Corona | Suzuki GSX R750  | 18   | +33.870   | 15º     | 10    |
| 7º   | 22 | Lucio Pedercini     | Pedercini             | Ducati 996 RS    | 18   | +45.666   | 14º     | 9     |
| 8º   | 35 | Giovanni Bussei     | Ducati NCR            | Ducati 996 RS    | 18   | +49.191   | 18º     | 8     |
| 9º   | 46 | Mauro Sanchini      | Pedercini             | Ducati 996 RS    | 18   | +49.252   | 20º     | 7     |
| 10º  | 20 | Marco Borciani      | Pedercini             | Ducati 996 RS    | 18   | +52.204   | 16º     | 6     |
| 11º  | 27 | Bertrand Stey       | White Endurance       | Honda VTR1000 SP | 18   | +53.590   | 23º     | 5     |
| 12º  | 39 | Alessandro Gramigni | Valli Moto 391        | Yamaha R7        | 18   | +1'01.097 | 24º     | 4     |
| 13º  | 7  | Juan Borja          | Panavto Yamaha        | Yamaha R7        | 18   | +1'06.563 | 22º     | 3     |
| 14º  | 4  | Pierfrancesco Chili | Suzuki Alstare Corona | Suzuki GSX R750  | 18   | +1'07.595 | 9º      | 2     |
| 15º  | 41 | Ludovic Holon       | Kawasaki Bertocchi    | Kawasaki ZX 7RR  | 18   | +1'28.200 | 28º     | 1     |
| 16º  | 58 | Luca Pasini         | GiBi                  | Ducati 996 R     | 18   | +1'52.042 | 30º     |       |

#### Ritirati
| Nº  | Pilota               | Squadra              | Motocicletta     | Giri | Griglia |
| --- | -------------------- | -------------------- | ---------------- | ---- | ------- |
| 31  | Michele Malatesta    | Kawasaki Bertocchi   | Kawasaki ZX 7RR  | 17   | 25º     |
| 51  | Marty Craggill       | Pacific              | Ducati 996 RS    | 17   | 26º     |
| 11  | Rubén Xaus           | Ducati Infostrada    | Ducati 996 R     | 15   | 8º      |
| 100 | Neil Hodgson         | GSE Racing           | Ducati 996 RS    | 15   | 2º      |
| 30  | Alessandro Antonello | Virgilio Aprilia Axo | Aprilia RSV 1000 | 9    | 7º      |
| 29  | Shuya Arai           | Ghelfi Art           | Honda VTR1000 R  | 8    | 32º     |
| 23  | Jiří Mrkývka         | JM SBK               | Ducati 996 RS    | 7    | 31º     |
| 113 | Paolo Blora          | DCR                  | Ducati 996 R     | 6    | 21º     |
| 52  | James Toseland       | GSE Racing           | Ducati 996 RS    | 4    | 13º     |
| 8   | Tadayuki Okada       | Castrol Honda        | Honda VTR1000 SP | 3    | 11º     |
| 3   | Troy Corser          | Virgilio Aprilia Axo | Aprilia RSV 1000 | 2    | 6º      |
| 155 | Ben Bostrom          | Ducati L&M           | Ducati 996 R     | 1    | 4º      |
| 99  | Steve Martin         | DFX Racing           | Ducati 996 RS    | 0    | 19º     |
| 33  | Robert Ulm           | Gerin WSBK           | Ducati 996 RS    | 0    | 17º     |

### Gara 2

#### Arrivati al traguardo[6]
| Pos. | Nº  | Pilota              | Squadra               | Motocicletta     | Giri | Tempo     | Griglia | Punti |
| ---- | --- | ------------------- | --------------------- | ---------------- | ---- | --------- | ------- | ----- |
| 1º   | 21  | Troy Bayliss        | Ducati Infostrada     | Ducati 996 R     | 18   | 32'57.108 | 1º      | 25    |
| 2º   | 1   | Colin Edwards       | Castrol Honda         | Honda VTR1000 SP | 18   | +3.310    | 5º      | 20    |
| 3º   | 5   | Akira Yanagawa      | Fuchs Kawasaki        | Kawasaki ZX 7RR  | 18   | +8.374    | 3º      | 16    |
| 4º   | 8   | Tadayuki Okada      | Castrol Honda         | Honda VTR1000 SP | 18   | +8.597    | 11º     | 13    |
| 5º   | 4   | Pierfrancesco Chili | Suzuki Alstare Corona | Suzuki GSX R750  | 18   | +9.186    | 9º      | 11    |
| 6º   | 11  | Rubén Xaus          | Ducati Infostrada     | Ducati 996 R     | 18   | +18.322   | 8º      | 10    |
| 7º   | 100 | Neil Hodgson        | GSE Racing            | Ducati 996 RS    | 18   | +19.590   | 2º      | 9     |
| 8º   | 55  | Régis Laconi        | Virgilio Aprilia Axo  | Aprilia RSV 1000 | 18   | +20.331   | 10º     | 8     |
| 9º   | 24  | Stéphane Chambon    | Suzuki Alstare Corona | Suzuki GSX R750  | 18   | +34.515   | 15º     | 7     |
| 10º  | 39  | Alessandro Gramigni | Valli Moto 391        | Yamaha R7        | 18   | +43.389   | 24º     | 6     |
| 11º  | 35  | Giovanni Bussei     | Ducati NCR            | Ducati 996 RS    | 18   | +46.833   | 18º     | 5     |
| 12º  | 33  | Robert Ulm          | Gerin WSBK            | Ducati 996 RS    | 18   | +49.212   | 17º     | 4     |
| 13º  | 22  | Lucio Pedercini     | Pedercini             | Ducati 996 RS    | 18   | +52.838   | 14º     | 3     |
| 14º  | 99  | Steve Martin        | DFX Racing            | Ducati 996 RS    | 18   | +55.190   | 19º     | 2     |
| 15º  | 46  | Mauro Sanchini      | Pedercini             | Ducati 996 RS    | 18   | +55.544   | 20º     | 1     |
| 16º  | 7   | Juan Borja          | Panavto Yamaha        | Yamaha R7        | 18   | +1'14.365 | 22º     |       |
| 17º  | 41  | Ludovic Holon       | Kawasaki Bertocchi    | Kawasaki ZX 7RR  | 18   | +1'34.477 | 28º     |       |
| 18º  | 58  | Luca Pasini         | GiBi                  | Ducati 996 R     | 15   | +3 giri   | 30º     |       |

#### Ritirati
| Nº  | Pilota               | Squadra              | Motocicletta     | Giri | Griglia |
| --- | -------------------- | -------------------- | ---------------- | ---- | ------- |
| 51  | Marty Craggill       | Pacific              | Ducati 996 RS    | 17   | 26º     |
| 3   | Troy Corser          | Virgilio Aprilia Axo | Aprilia RSV 1000 | 11   | 6º      |
| 27  | Bertrand Stey        | White Endurance      | Honda VTR1000 SP | 10   | 23º     |
| 6   | Gregorio Lavilla     | Fuchs Kawasaki       | Kawasaki ZX 7RR  | 6    | 12º     |
| 31  | Michele Malatesta    | Kawasaki Bertocchi   | Kawasaki ZX 7RR  | 6    | 25º     |
| 30  | Alessandro Antonello | Virgilio Aprilia Axo | Aprilia RSV 1000 | 4    | 7º      |
| 113 | Paolo Blora          | DCR                  | Ducati 996 R     | 4    | 21º     |
| 29  | Shuya Arai           | Ghelfi Art           | Honda VTR1000 R  | 4    | 32º     |
| 20  | Marco Borciani       | Pedercini            | Ducati 996 RS    | 2    | 16º     |
| 23  | Jiří Mrkývka         | JM SBK               | Ducati 996 RS    | 1    | 31º     |
| 52  | James Toseland       | GSE Racing           | Ducati 996 RS    | 0    | 13º     |

### Supersport

#### Arrivati al traguardo
| Pos. | Nº | Pilota                | Squadra               | Motocicletta    | Giri | Tempo     | Punti |
| ---- | -- | --------------------- | --------------------- | --------------- | ---- | --------- | ----- |
| 1º   | 69 | James Whitham         | Yamaha Belgarda       | Yamaha YZF R6   | 16   | 30'45.850 | 25    |
| 2º   | 2  | Paolo Casoli          | Yamaha Belgarda       | Yamaha YZF R6   | 16   | +0.278    | 20    |
| 3º   | 5  | Karl Muggeridge       | Suzuki Alstare Corona | Suzuki GSX R600 | 16   | +0.579    | 16    |
| 4º   | 8  | Andrew Pitt           | Fuchs Kawasaki        | Kawasaki ZX 6R  | 16   | +0.644    | 13    |
| 5º   | 6  | Iain MacPherson       | Fuchs Kawasaki        | Kawasaki ZX 6R  | 16   | +0.780    | 11    |
| 6º   | 1  | Jörg Teuchert         | Wilbers Suspension    | Yamaha YZF R6   | 16   | +0.842    | 10    |
| 7º   | 22 | Vittoriano Guareschi  | Dienza Ducati Racing  | Ducati 748      | 16   | +1.604    | 9     |
| 8º   | 9  | Fabrizio Pirovano     | DMR Suzuki Italia     | Suzuki GSX R600 | 16   | +2.807    | 8     |
| 9º   | 12 | Piergiorgio Bontempi  | T. Italia Lorenzini   | Yamaha YZF R6   | 16   | +7.696    | 7     |
| 10º  | 42 | Alessio Corradi       | Italia Alpha Centaur  | Yamaha YZF R6   | 16   | +8.150    | 6     |
| 11º  | 18 | Cristiano Migliorati  | BKM Honda             | Honda CBR 600   | 16   | +13.700   | 5     |
| 12º  | 14 | Christophe Cogan      | Saveko Dee Cee Jeans  | Yamaha YZF R6   | 16   | +15.322   | 4     |
| 13º  | 37 | Katsuaki Fujiwara     | Suzuki Alstare Corona | Suzuki GSX R600 | 16   | +15.850   | 3     |
| 14º  | 11 | Kevin Curtain         | BKM Honda             | Honda CBR 600   | 16   | +23.462   | 2     |
| 15º  | 28 | Sébastien Le Grelle   | Moto 1 Honda Elf Dho  | Honda CBR 600   | 16   | +23.642   | 1     |
| 16º  | 31 | Vittorio Iannuzzo     | DMR Suzuki Italia     | Suzuki GSX R600 | 16   | +25.806   |       |
| 17º  | 17 | Ivan Clementi         | GiMotor Sport         | Yamaha YZF R6   | 16   | +25.890   |       |
| 18º  | 16 | Christer Lindholm     | Yamaha Belgium        | Yamaha YZF R6   | 16   | +36.379   |       |
| 19º  | 24 | Adam Fergusson        | Alpha Technick Castr  | Honda CBR 600   | 16   | +37.780   |       |
| 20º  | 63 | Toshiyuki Hamaguchi   | Ducati NCR            | Ducati 748      | 16   | +42.237   |       |
| 21º  | 73 | Alessandro Pizzagalli | Lightspeed/Ducci Pro  | Yamaha YZF R6   | 16   | +45.222   |       |
| 22º  | 40 | Shannon Johnson       | Moto 1 Honda Elf Dho  | Honda CBR 600   | 16   | +50.810   |       |
| 23º  | 19 | Agustín Escobar       | GiMotor Sport         | Yamaha YZF R6   | 16   | +50.940   |       |

#### Non classificato
| Nº | Pilota          | Squadra       | Motocicletta  | Giri |
| -- | --------------- | ------------- | ------------- | ---- |
| 21 | Chris Vermeulen | Castrol Honda | Honda CBR 600 | 9    |

#### Ritirati
| Nº | Pilota               | Squadra              | Motocicletta    | Giri |
| -- | -------------------- | -------------------- | --------------- | ---- |
| 99 | Fabien Foret         | Ten Kate Honda       | Honda CBR 600   | 13   |
| 4  | Christian Kellner    | Wilbers Suspension   | Yamaha YZF R6   | 12   |
| 43 | Gianfranco Guareschi | 2000 Racing          | Suzuki GSX R600 | 10   |
| 15 | Werner Daemen        | Yamaha Belgium       | Yamaha YZF R6   | 8    |
| 7  | Pere Riba            | Ten Kate Honda       | Honda CBR 600   | 5    |
| 25 | Markus Barth         | Alpha Technick Castr | Honda CBR 600   | 3    |
| 23 | Dean Thomas          | Dienza Ducati Racing | Ducati 748      | 2    |
| 71 | Davide Bulega        | Lightspeed/Ducci Pro | Yamaha YZF R6   | 1    |
| 35 | Stefano Cruciani     | T. Italia Lorenzini  | Yamaha YZF R6   | 1    |

### Superstock

#### Arrivati al traguardo
| Pos. | Nº | Pilota             | Squadra              | Motocicletta     | Giri | Tempo     | Punti |
| ---- | -- | ------------------ | -------------------- | ---------------- | ---- | --------- | ----- |
| 1º   | 19 | Walter Tortoroglio | DMR Suzuki Italia    | Suzuki GSX R1000 | 11   | 20'57.373 | 25    |
| 2º   | 1  | James Ellison      | Tech 2000            | Suzuki           | 11   | +3.424    | 20    |
| 3º   | 88 | Marty Nutt         | Tech 2000            | Suzuki           | 11   | +18.488   | 16    |
| 4º   | 42 | Benny Jerzenbeck   | Steinhausen Racing   | Suzuki           | 11   | +20.376   | 13    |
| 5º   | 5  | Dario Tosolini     | Pedercini            | Ducati 996S      | 11   | +20.469   | 11    |
| 6º   | 16 | Lorenzo Alfonsi    | DFX Racing           | Ducati           | 11   | +26.970   | 10    |
| 7º   | 22 | Benjamin Nabert    | Suzuki Stefan Schmid | Suzuki           | 11   | +28.360   | 9     |
| 8º   | 7  | Daniel Oliver      | FBC Racing           | Aprilia          | 11   | +28.846   | 8     |
| 9º   | 45 | Gianluca Vizziello | GiMotor Sport        | Yamaha R1        | 11   | +29.626   | 7     |
| 10º  | 31 | Ludovic Fourreau   | Arbr 'A' Cames       | Suzuki           | 11   | +46.013   | 6     |
| 11º  | 76 | Günther Knobloch   | Yamaha Teuchert      | Yamaha R1        | 11   | +46.074   | 5     |
| 12º  | 4  | Olivier Four       | BKM Racing           | Honda            | 11   | +46.773   | 4     |
| 13º  | 33 | Riccardo Ricci     | Celani               | Suzuki           | 11   | +47.047   | 3     |
| 14º  | 30 | Michael Weynand    | East Belgium Racing  | Yamaha R1        | 11   | +47.507   | 2     |
| 15º  | 35 | Paul Mooijman      | Saveko Dee Cee Jeans | Yamaha R1        | 11   | +54.518   | 1     |
| 16º  | 32 | Enrico Pasini      | Pedercini            | Ducati 996S      | 11   | +55.018   |       |
| 17º  | 26 | Andi Notman        | Aprilia Desmo Racing | Aprilia          | 11   | +1'09.081 |       |
| 18º  | 29 | Steve Coopman      | East Belgium Racing  | Yamaha R1        | 11   | +1'09.524 |       |
| 19º  | 18 | John Bakker        | Flanders Motor Racin | Ducati 996S      | 11   | +1'09.892 |       |
| 20º  | 77 | Niklas Carlberg    | Yamaha Sweden        | Yamaha R1        | 11   | +1'33.403 |       |

#### Ritirati
| Nº | Pilota               | Squadra              | Motocicletta     | Giri |
| -- | -------------------- | -------------------- | ---------------- | ---- |
| 34 | Didier Van Keymeulen | BKM Racing           | Honda            | 7    |
| 23 | Mark Heckles         | Rumi                 | Honda CBR 900    | 5    |
| 38 | Andrea Iommi         | Vigo Speed           | Aprilia          | 5    |
| 2  | Markus Wegscheider   | Suzuki Stefan Schmid | Suzuki GSX R1000 | 2    |
| 90 | Lorenzo Mauri        | Pedercini            | Ducati 996S      | 2    |
| 28 | Giacomo Romanelli    | DMR Suzuki Italia    | Suzuki GSX R1000 | 2    |
| 21 | Koen Vleugels        | KS Racing            | Yamaha R1        | 0    |